# تزریق دارو

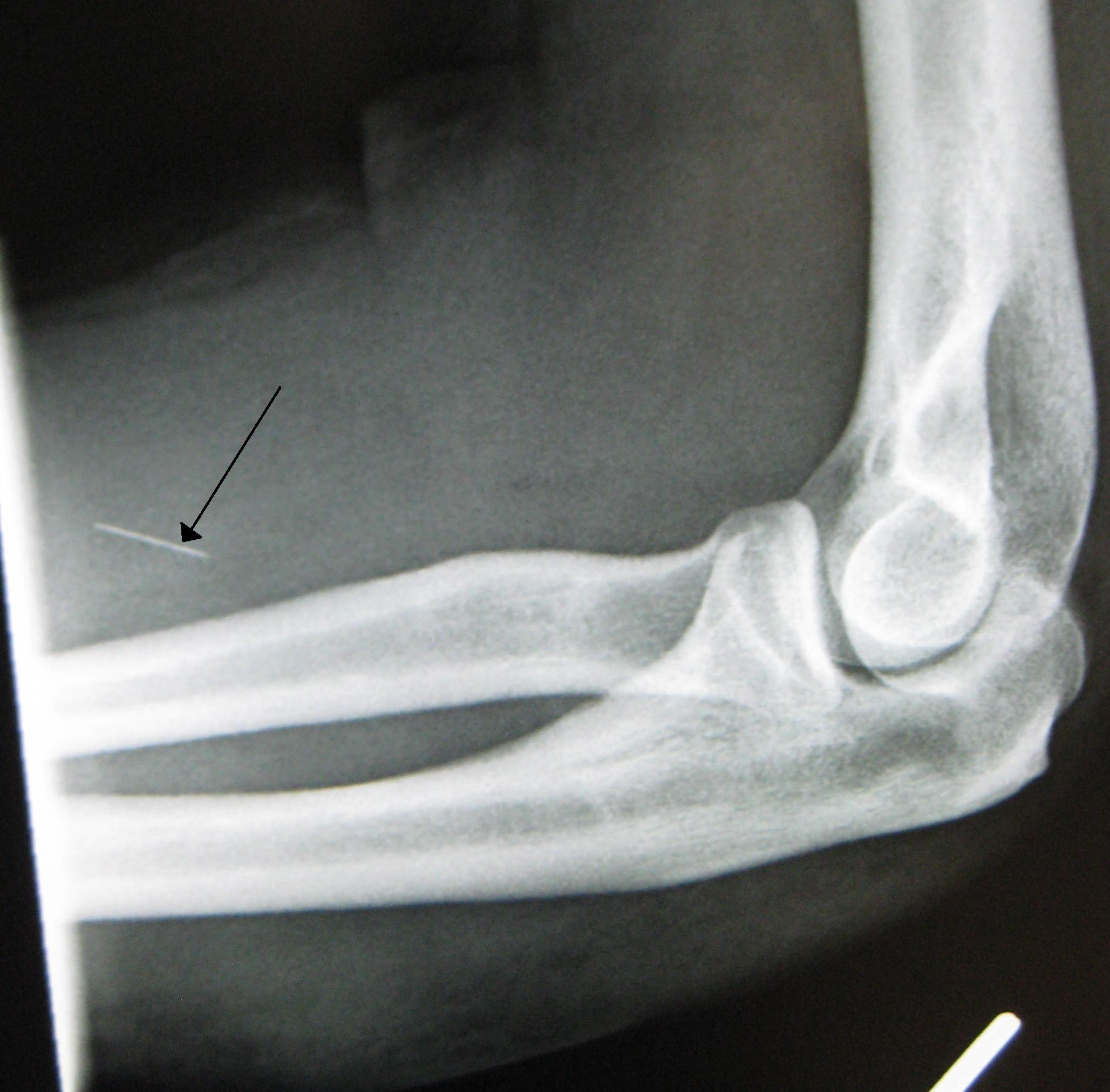
بخشی از یک سوزن هایپودرمیک در بازوی یک مصرف‌کننده داروی IV گیر کرده‌است (پرتو ایکس

تزریق دارو (انگلیسی: Drug injection) روشی برای وارد کردن یک دارو به جریان خون از طریق یک سوزن زیرپوستی توخالی است که از راه پوست به بدن سوراخ می‌شود (معمولاً به صورت داخل وریدی، اما همچنین در یک محل داخل عضلانی یا زیر جلدی). درمان داخل وریدی، شکلی از تزریق دارو، به‌طور جهانی در مراقبت‌های پزشکی مدرن انجام می‌شود. تا سال ۲۰۰۴ میلادی، ۱۳٫۲ میلیون نفر در سراسر جهان وجود داشت که داروهای تزریقی را بدون نظارت پزشکی خود تجویز می‌کردند، که ۲۲٪ از کشورهای توسعه یافته هستند.
طیف گسترده‌ای از داروها تزریق می‌شوند، اغلب مواد افیونی: اینها ممکن است شامل داروهای تجویز شده قانونی و داروهایی مانند مورفین و همچنین ترکیبات قوی‌تر باشد که اغلب در استفاده تفریحی از مواد مورد استفاده قرار می‌گیرند، که اغلب غیرقانونی هستند. اگرچه روش‌های گوناگونی برای مصرف دارو وجود دارد، اما برخی افراد از تزریق استفاده می‌کنند، زیرا اثرات کامل دارو بسیار سریع، معمولاً در پنج تا ده ثانیه تجربه می‌شود. همچنین متابولیسم عبور اول در کبد را دور می‌زند و در نتیجه دسترسی زیستی و کارایی بیشتری برای بسیاری از داروها (مانند مورفین یا دی استیل‌مورفین/هروئین که تقریباً دو سوم آن هنگام مصرف خوراکی در کبد از بین می‌رود) بیشتر از مصرف خوراکی می‌شود. اثر این است که فرد از همان مقدار دارو، اثر قوی‌تری (و در عین حال کوتاه‌تر) دریافت می‌کند؛ بنابراین تزریق دارو اغلب با وابستگی به مواد مرتبط است.
در فرهنگ دارویی برای استفاده تفریحی، آماده‌سازی ممکن است شامل مخلوط کردن پودر دارو با آب برای ایجاد محلول آبی باشد و سپس محلول تزریق شود. این عمل اغلب به صورت عامیانه به عنوان «کوبیدن»، «تیراندازی»، «کوبیدن»، «کوبیدن»، «پن زدن»، یا «جنگ زدن» شناخته می‌شود، اغلب بسته به خرده فرهنگ دارویی خاصی که این اصطلاح در آن استفاده می‌شود؛ مثلاً هروئین، کوکائین یا مت‌آمفتامین).